# 薛志勤
薛志勤（837年—899年），小字鐵山，蔚州奉誠（治今河北蔚县）人。
早年是雲州牙将，是振武节度使（治朔州）李國昌的亲信。乾符五年（878年）与李盡忠、康君立等共推國昌之子李克用为留后，以功授右牙都校。
薛志勤曾隨李克用入長安镇壓黄巢，李克用每日派他夜袭长安，放火焚烧仓库，使黃巢不得安寧。李克用至汴州，朱溫在上源驿置酒席为李克用庆功，礼貌恭敬，李克用卻邊喝酒邊罵朱溫。朱溫心裡很不平，但故作鎮定，半夜趁李克用大醉，發兵包圍上源驿。李克用被部下郭景銖用冷水潑醒，與薛志勤对门外射击，射死數十人。不久天降大雨，薛志勤扶着李克用翻墙突圍，縋城得出，監軍陳景思等三百多人不及逃出，全被誅殺。官至昭义节度使。
光化元年（898年）十二月，薛志勤死，李罕之乘其喪，自澤州率眾攻佔潞州（今山西长治），自称留后。

## 延伸阅读
[在维基数据编辑]
 《舊五代史/卷55》，出自薛居正《舊五代史》